# Калмар (град)
Вижте пояснителната страница за други значения на Калмар.
Ка̀лмар (на шведски: Kalmar) е град в южна Швеция. Главен административен център на лен Калмар и на едноименната община Калмар. Разположен е на брега на Балтийско море. Намира се на около 300 km на юг от столицата Стокхолм. Получава статут на град през 1100 г. Има жп гара, пристанище, университет и летище. Населението на града е 36 392 души (към 31 декември 2010).

## История
Градът е един от най-старите търговски градове в Швеция. В началото на XVII век градът е сред по-големите в Швеция и в него може да се търгува във всеки ден от седмицата, докато в повечето градове това е позволено само в четвъртък. Заедно със Стокхолм Калмар е длъжен да поддържа укрепленията и да плаща заплати на кралските войници.

## Спорт
Представителният футболен отбор на града се казва Калмар ФФ. Дългогодишен участник е в Шведската лига Алсвенскан.

## Личности
- Расмус Елм (р. 1988), шведски футболист

## Побратимени градове
- Гданск, Полша
- Калининград, Русия
- Савонлина, Финландия
- Самсун, Турция
- Уилмингтън, САЩ